# Jeovanildo Francisco Rosa
Jeovanildo Francisco Rosa, mais conhecido como Rincon (Camapuã, 13 de outubro de 1980), é um futebolista brasileiro que atua como atacante. Atualmente, joga pelo Tubarão.

## Carreira
Iniciou sua carreira profissional no Joinville em 2000, já estreando com um título estadual.
Passou ainda por Colatina, Próspera, Águia Negra, Nova Esperança, CENE, São José-SP, Cascavel CR e em 2010 no Comercial-MS, aonde conquistou outro título estadual.
Ainda no mesmo ano, foi contratado pelo Marcílio Dias para a disputa do Campeonato Catarinense da Divisão Especial (2ª divisão). Em 2012, atuou pelo Águia Negra do Mato Grosso do Sul.

## Apelido
Devido a grande admiração pelo então jogador colombiano Freddy Rincón e pela forte aparência física com o mesmo, ainda no início da carreira nos tempos de Joinville, Jeovanildo ficou conhecido por Rincon. Apelido este que sempre lhe acompanhou por onde passou.

## Títulos
Joinville
- Campeonato Catarinense - 2000

Comercial
- Campeonato Sul-Mato-Grossense - 2010

Marcílio Dias
- Campeonato Catarinense da Divisão Especial - 2010, 2013

Águia Negra
- Campeonato Sul-Mato-Grossense - 2012